# Нойфраунгофен
Нойфраунгофен (нім. Neufraunhofen) — громада в Німеччині, знаходиться в землі Баварія. Підпорядковується адміністративному округу Нижня Баварія. Входить до складу району Ландсгут. Складова частина об'єднання громад Фельден.
Площа — 17,94 км2. Населення становить 1108 ос. (станом на 31 грудня 2020).